# ROT13

ROT13 înlocuieşte fiecare literă cu celelalte 13 opuse din alfabet. De exemplu, HELLO devine URYYB (sau, inversând, URYYB devine HELLO din nou).

ROT13 ("rotație de 13 poziții", câteodată scris ca și ROT-13) este o metodă simplă de codificare folosită în special pe forum-urile online pentru a masca spoilere, glume, soluțiile unui puzzle, precum și materiale ofensatoare. ROT13 a fost descris ca și "Echivalentul pe internet a revistelor care imprimă răspunsul la întrebări intors". ROT13 este un exemplu de Cifru Cezar folosit în Roma antică.

## Descriere
Codificarea în ROT13 a unui text cere o examinare a caracterelor alfabetului și înlocuirea fiecărei litere cu litera care se află cu 13 poziții în fața ei în alfabet, ascunzând tot textul dacă este nevoie.
A devine N, B devine O, și tot așa până la M, care devine Z, apoi regula continuă cu începutul alfabetului: N devine A, O devine B, și continuă până la Z, care devine M. numai literele care apar în Alfabetul englez sunt codificate; numerele, simbolurile, spațiile, și toate celelalte caractere sunt lăsate neschimbate. Deoarece sunt 26 de litere în alfabetul englez și 26 = 2 x 13, ROT13 este propriul lui invers :
{\displaystyle {\mbox{ROT}}_{13}({\mbox{ROT}}_{13}(x))={\mbox{ROT}}_{26}(x)=x} pentru orice text x.

## Implementare
Pe platforme de tip Unix, ROT13 și ROT47 sunt ușor de implementat folosind aplicația pentru terminal tr; pentru a cripta șirul „The Quick Brown Fox Jumps Over The Lazy Dog” în ROT13:
```
$
 
# Map upper case A-Z to N-ZA-M and lower case a-z to n-za-m

$
 
echo
 
"The Quick Brown Fox Jumps Over The Lazy Dog"
 
|
 
tr
 
'A-Za-z'
 
'N-ZA-Mn-za-m'

Gur
 
Dhvpx
 
Oebja
 
Sbk
 
Whzcf
 
Bire
 
Gur
 
Ynml
 
Qbt
$
 
tr
 
'A-Za-z'
 
'N-ZA-Mn-za-m'
 
<<<
"The Quick Brown Fox Jumps Over The Lazy Dog"

Gur
 
Dhvpx
 
Oebja
 
Sbk
 
Whzcf
 
Bire
 
Gur
 
Ynml
 
Qbt

```

și același șir pentru ROT47:
```
$
 
echo
 
"The Quick Brown Fox Jumps Over The Lazy Dog"
 
|
 
tr
 
'\!-~'
 
'P-~\!-O'

%96
 
"F:4< qC@H? u@I yF>AD ~G6C %96 {2KJ s@8

```

și
```
$
 
tr
 
'\!-~'
 
'P-~\!-O'
 
<<<
"The Quick Brown Fox Jumps Over The Lazy Dog"

%96
 
"F:4< qC@H? u@I yF>AD ~G6C %96 {2KJ s@8

```

Python:
```
import
 
codecs

import
 
unicodedata

s
 
=
 
u
"România"

codecs
.
encode
(
unicodedata
.
normalize
(
'NFKD'
,
s
)
.
encode
(
'ascii'
,
 
'ignore'
),
 
'rot_13'
)

```